# Crusader (musikalbum)
Crusader är ett album av heavy metal-bandet Saxon, utgivet 1984. Albumet sålde i över 2 miljoner exemplar och toppade den svenska hårdrockslistan 1984.

## Låtlista
1. "The Crusader Prelude" - 1:07
2. "Crusader" - 6:34
3. "A Little Bit of What You Fancy" - 3:51
4. "Sailing to America" - 5:05
5. "Set Me Free" - 3:14  (Sweet-cover)
6. "Just Let Me Rock" - 4:12
7. "Bad Boys (Like to Rock 'n' Roll)" - 3:25
8. "Do It All for You" - 4:45
9. "Rock City" - 3:16
10. "Run for Your Lives" - 3:51